# Perfumista

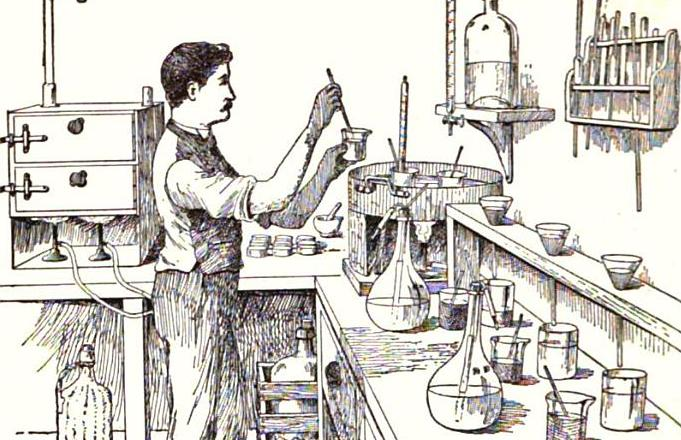
Perfumista

Perfumista é o profissional responsável por combinar diferentes cheiros, geralmente provenientes de óleos essenciais para criar perfumes para indústria de cosméticos. Ser perfumista exige do profissional olfato apurado, capaz de distinguir inúmeras fragrâncias, uma vez que pode ser necessário o uso de pelo menos 300 ingredientes em um único perfume. Estes especialistas não necessitam da graduação em química ou em farmacêutica e precisam ter em mente aproximadamente 2.000 elementos que integrarão as futuras essências.